# Taufbecken (Cauvigny)

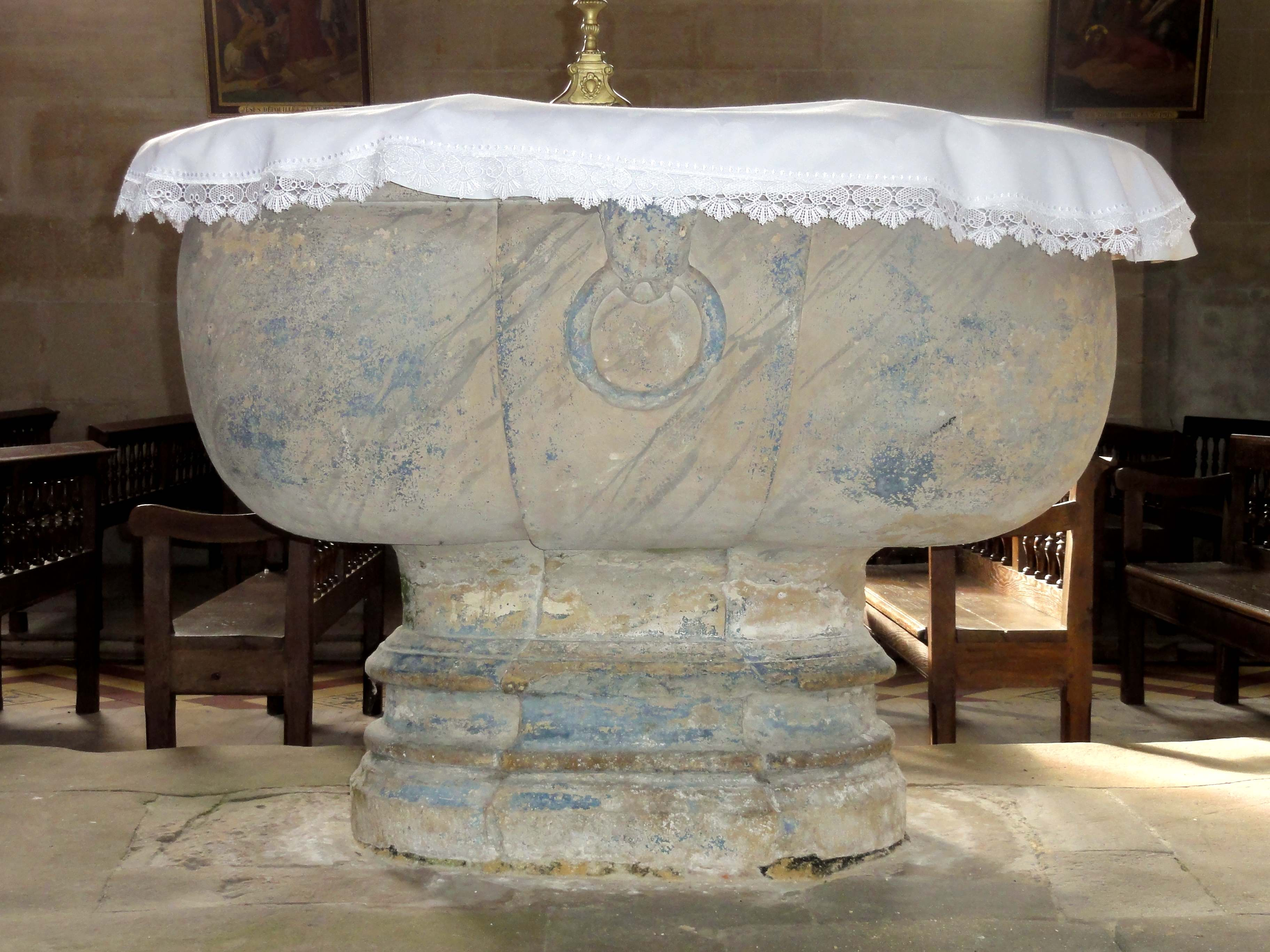
Taufbecken in Cauvigny

Das Taufbecken in der katholischen Kirche St-Martin in Cauvigny, einer französischen Gemeinde im Département Oise in der Region Hauts-de-France, wurde im 16. Jahrhundert geschaffen. Im Jahr 1912 wurde das Taufbecken im Stil der Renaissance als Monument historique in die Liste der geschützten Objekte (Base Palissy) in Frankreich aufgenommen.
Das ovale Taufbecken aus Kalkstein steht auf einem ebenfalls ovalen Sockel. Das Taufbecken und der Fuß sind jeweils aus einem Steinblock geschaffen. Der Beckenrand ist ringsum mit einem Wulst geschmückt. An beiden Längsseiten sind zwei Tierköpfe, die einen Eisenring im Maul halten, zu sehen.